# Gheorghe Cantacuzino

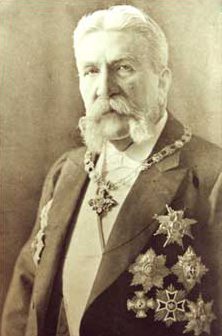
Gheorghe Grigore Cantacuzino

Gheorghe Cantacuzino, född 22 september 1833 och död 22 mars 1913, var en rumänsk politiker.
Cantacuzino förvaltade 1870-75 flera rumänska ministerposter, var därpå flera gånger riksdagnamn, 1892 senatens president, 1899-1900 och 1905-07 såsom ledare för det konservativa partiet ministerpresident.